# Pycnanthemum
Pycnanthemum es un género con 56 especies de plantas con flores perteneciente a la familia Lamiaceae. Es originario de Norteamérica.

## Especies seleccionadas
| - Pycnanthemum alatum - Pycnanthemum albescens - Pycnanthemum angustifolium - Pycnanthemum aristatum - Pycnanthemum arkansanum | - Pycnanthemum beadlei - Pycnanthemum californicum - Pycnanthemum clinopodioides - Pycnanthemum curvipes |

## Sinonimia
- Furera Adans., Fam. Pl. 2: 103 (1763).
- Koellia Moench, Methodus: 407 (1794).
- Brachystemum Michx., Fl. Bor.-Amer. 2: 5 (1803).
- Tullia Leavenw., Amer. J. Sci. Arts 20: 343 (1830).
- Pycnanthes Raf., New Fl. 4: 95 (1838).[1]